# Битва при Егоспотамах
Битва при Егоспотамі — морське протистояння, що відбулося в 405 році до нашої ери і було останньою великою битвою Пелопоннеської війни. У битві спартанський флот під проводом Лісандра знищив афінський флот. Це фактично завершило війну, оскільки Афіни не могли імпортувати зерно або взаємодіяти зі своєю імперією без контролю над морем.

## Прелюдія

### Походи Лісандра
У 405 р. до н. е., після серйозної поразки спартанців у битві при Аргінусах, Лісандр, полководець, який відповідав за перші успіхи спартанських військово-морських сил, був відновлений на посаді командувача. Оскільки спартанська конституція забороняла будь-якому командиру обіймати посаду наварха більше одного разу, його призначили натомість віце-адміралом, чітко розуміючи, що це лише юридична фікція.

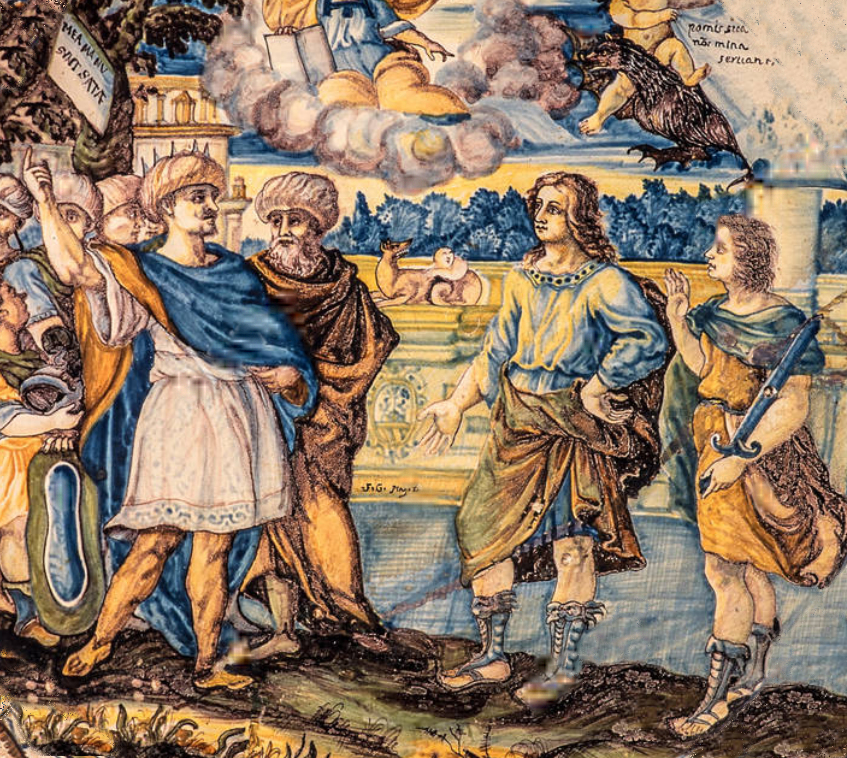
Зустріч Кіра Молодшого та Лісандра, художник Франческо Антоніо Груе (1618-1673).

Однією з переваг Лісандра як полководця були його близькі стосунки з перським принцом Кіром. Використовуючи цей зв’язок, він швидко зібрав гроші, щоб почати відбудову спартанського флоту. Коли Кір був відкликаний до Суз його батьком Дарієм, він віддав Лісандру доходи від усіх своїх міст Малої Азії. Маючи в своєму розпорядженні ресурси всієї цієї багатої перської провінції, Лісандр зміг швидко відновити свій флот.
Потім він вирушив у ряд походів по всьому Егейському морю. Він захопив кілька міст, що перебували у владі Афін, і напав на численні острови. Однак він не зміг рухатися на північ до Геллеспонту через загрозу з боку афінського флоту на Самосі. Щоб відволікти афінян, Лісандр вдарив на захід. Підійшовши зовсім близько до самих Афін, він атакував Егіну і Саламін і навіть висадився в Аттиці. Афінський флот кинувся в погоню, але Лісандр обійшов їх, досяг Геллеспонту та заснував базу в Абідосі. Звідти він захопив стратегічно важливе місто Лампсак, відкривши шлях до Боспору. Якщо він досягне протоки, він зможе закрити торговельні шляхи, з яких Афіни отримували більшість свого зерна. Щоб афіняни не померли від голоду, Лісандра потрібно було негайно стримати.

### Афінська відповідь
Афінський флот із 180 кораблів наздогнав Лісандра незабаром після того, як він узяв Лампсак, і встановив базу в Сестосі. Однак, можливо, через необхідність уважно стежити за Лісандром, вони розбили табір на пляжі набагато ближче до Лампсака. Розташування було далеко не ідеальним через відсутність гавані та труднощі з постачанням флоту, але близькість, здається, була головною проблемою в умах афінських генералів. Щодня флот відпливав до Лампсака в бойовому порядку та чекав біля гавані; Коли Лісандр відмовився вийти, вони повернулися додому.

### Участь Алківіада
У цей час вигнаний афінський вождь Алківіад жив у своєму корабельному замку поблизу афінського табору. Спустившись на берег, де були зібрані кораблі, він зробив ряд пропозицій генералам. По-перше, він запропонував передислокувати флот на безпечнішу базу в Сестосі. По-друге, він стверджував, що кілька фракійських царів запропонували надати йому армію. Якщо генерали запропонують йому частку командування, він стверджував, що він використає цю армію для допомоги афінянам. Однак генерали відхилили цю пропозицію та відкинули його пораду. Відкинутий Алківіад повернувся додому.

## Битва

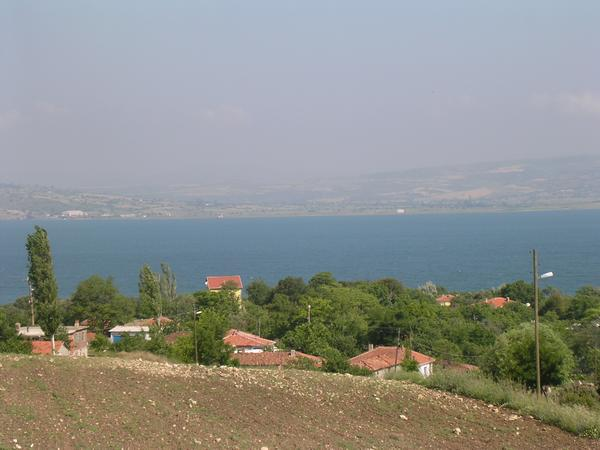
Вид через Геллеспонт на Егоспотамі.

Існує два звіти про битву при Егоспотамі. Діодор Сицилійський розповідає, що афінський полководець, який командував на п'ятий день у Сестосі, Філокл, відплив із тридцятьма кораблями, наказавши решті йти за ним. Дональд Каган стверджував, що афінська стратегія, якщо ця історія точна, мала полягати в тому, щоб залучити пелопоннесців до атаки на невеликі сили, щоб наступні більші сили могли їх здивувати. У цьому випадку невеликі сили були негайно розбиті, а залишок флоту був спійманий непідготовленим на березі.
Ксенофонт, навпаки, розповідає, що весь афінський флот вийшов, як зазвичай, у день битви, а Лісандр залишився в гавані. Коли афіняни повернулися до свого табору, моряки розбрелися шукати їжу; Потім флот Лісандра переплив через Абідос і захопив більшість кораблів на березі, без жодних морських боїв.
Який би опис самої битви був точним, результат очевидний. Афінський флот був знищений; лише дев'ять кораблів врятувалися на чолі з генералом Кононом. Лісандр захопив майже всю решту разом із трьома чи чотирма тисячами афінських моряків. Один із кораблів-утікачів, курейський корабель Paralus, був відправлений, щоб повідомити Афіни про катастрофу. Решта, разом з Кононом, шукали притулку у Евагора, дружнього правителя на Кіпрі.
Деякі історики, як давні, так і сучасні, підозрюють, що битва була програна в результаті зради, можливо, з боку Адейманта, який був єдиним афінським полководцем, захопленим спартанцями під час битви, який не був страчений, і, можливо, через зраду потурання олігархічної фракції в Афінах, яка, можливо, бажала поразки свого міста, щоб повалити демократію. Але все це залишається спекулятивним.

## Наслідки
Лісандр і його переможний флот відпливли назад до Лампсака. Посилаючись на попередню афінську жорстокість, коли полонених моряків двох кораблів було викинуто за борт, Лісандр і його союзники вбили Філокла та 3000 афінських полонених, пощадивши інших полонених греків. Потім флот Лісандра почав повільно рухатися до Афін, захоплюючи міста по дорозі. Афіняни, не маючи флоту, були безсилі протистояти йому. Лише на Самосі Лісандр зустрів опір; тамтешній демократичний уряд, щиро лояльний до Афін, відмовився здатися, і Лісандр залишив за собою облогу.
Ксенофонт повідомляє, що коли звістка про поразку дійшла до Афін,
...з Пірея крізь довгі стіни до міста долинув голосний голос, одна людина передавала новину іншій; і протягом тієї ночі ніхто не спав, усі сумували не лише за втраченими, а набагато більше за собою.
Побоюючись покарання спартанців-переможців, афіняни вирішили втриматися від облоги, але їхня справа була безнадійною. Не маючи флоту для імпорту зерна з Чорного моря, а спартанська окупація Децелеї припинила наземний транспорт, афіняни почали голодувати, а люди вмирали від голоду на вулицях, місто здалося в березні 404 р. до н. е.. Стіни міста були зруйновані, і встановлено проспартанський олігархічний уряд (так званий режим Тридцяти тиранів). Перемога Спарти під Егоспотамах ознаменувала кінець 27-річної війни, поставивши Спарту в позицію повного панування в усьому грецькому світі та встановивши політичний порядок, який триватиме понад тридцять років.

## Вшанування битви
Спартанці вшанували свою перемогу освяченням у Дельфах статуй трієрархів, які брали участь у битві. Віршований напис пояснював обставини:
Ці люди, пливучи з Лісандром на швидких кораблях, принизили могутність міста Кекропса
І зробив Лакедемона з прекрасних хорів високим містом Еллади.